# Magic Kids
Magic Kids fue un canal de televisión por suscripción de origen argentino, dedicado a transmitir dibujos animados, anime, series de televisión, competencias de videojuegos y programas juveniles propios.
En un inicio sus oficinas se ubicaban en Montevideo 160, en el barrio Congreso y luego en Ángel Justiniano Carranza 2341, en el barrio Palermo de la Ciudad Autónoma de Buenos Aires, Argentina. En su período de mayor éxito, la señal lanzó al mercado diversos merchandising, entre los que se destacan el yo-yo del canal, el cubo mágico, la ropa del canal y la revista mensual Magic Kids.

## Historia
La historia de Magic Kids se remonta a fines de 1994, cuando Horacio Levin, dueño de Promofilm, a través de su gerente Damián Kirzner deciden hacer un canal infantil. En un acuerdo con Pramer, convocan a Jorge Contreras, un hombre con una gran experiencia en la televisión documental y periodística pero sin experiencia alguna en el entretenimiento infantil, para que se haga cargo de la gerencia de programación de The Big Channel y a Roxana Pulido, con amplia experiencia en lo documental y en el mundo publicitario que impulsa la tarea de producción con la colaboración de Lionel Diacovetsky y de la Comunicación del canal.
Tras la quiebra de la empresa Cartan y el cese temporario de transmisiones de The Big Channel en enero de 1995, Pramer y Cablevisión (que pertenecía a Eduardo Eurnekian) deciden crear una señal 100% propia con la misma temática que The Big Channel, denominada Magic Kids (coincidiendo con el nombre del Club de Socios de Cablevisión). Así Magic Kids inicia sus transmisiones el 12 de enero de 1995, cuando en una fiesta inaugural en el Hotel Sheraton, se realiza la presentación del nuevo canal para niños con sede en Argentina.
Sin embargo, esta inexperiencia pudo superarse, ya que en esos días, gracias a programas como Power Rangers, X-Men y Spider-Man, el canal se convirtió en uno de los más vistos de la época. La idea siempre fue la de contar con "enlatados" (término usado en la industria televisiva para referirse a series compradas). Además, el hecho de que fuera una señal local, le posibilitaba adaptarse rápidamente a los gustos de los televidentes, algo que las señales panregionales no conseguían fácilmente.
Así fue que Magic Kids comenzó la producción del programa A jugar con Hugo, que se estrenó el año posterior al debut del canal y se mantuvo hasta su cierre. Mismo caso con el programa Nivel X, que comenzó con la conducción del cantante de El Símbolo y posteriormente fue reemplazado por Lionel Campoy y Natalia Dim. El tercer programa propio en aparecer en Magic Kids fue El Club del Anime, conducido primero por Leandro Oberto y después por Mariela Carril.
El 1 de septiembre de 2001, la señal fue lanzada para América Latina. En diciembre de ese mismo año, estalló la crisis económica en Argentina, esto trajo un problema, ya que si Magic Kids quería seguir con su programación habitual, tendría que pagar por el derecho de transmisión para que sus series fueran transmitidas a nivel panregional y como agravante, en enero de 2002 el gobierno de Eduardo Duhalde decidió poner fin a la convertibilidad, lo que hizo que el costo de los enlatados se triplicase. Por este motivo, el canal se vio obligado a reemplazar paulatinamente los programas exitosos por series que fueran económicamente más accesibles, lo que alejó a muchos televidentes. Al ser incapaz de competir con otros canales, Magic Kids empezaba a perder fuerza poco a poco. Debido a la pérdida de rating, en abril de 2002 se tuvo que crear una señal exclusiva para el Área metropolitana de Buenos Aires (en la que regresaban programas como El Chavo del 8) que posteriormente se expandiría al resto de Argentina, a Uruguay y Paraguay en 2004. Pero a pesar de los esfuerzos, la programación siguió paralizada y el canal siguió perdiendo audiencia, lo que hizo que fuera retirado de algunos cableoperadores o compartir horario con otra señal.
El 31 de diciembre de 2005, se emitieron por última vez los programas de producción propia (que fueron el sostén del canal durante su última etapa) y al día siguiente solo quedaron series animadas.
Finalmente, luego de cinco meses de agonía y con una programación sin ninguna novedad ni variación, el 24 de mayo de 2006, Magic Kids dejó de transmitir. Mediante una reestructuración de Liberty Global (el holding madre de Pramer), se decidió sacarlo del aire para dar prioridad a las señales que podrían ser exportadas a nivel panregional, de mayor producción propia y que no dependiera tanto de compras externas.

## Logos

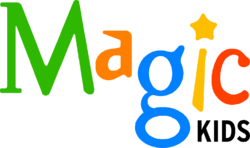
1995-2000: El primer logo consistía en una estrella de color púrpura, en medio de ella se ubicaba el nombre "Magic Kids" en diferentes colores con la letra "i" en forma de varita mágica. Este logo varió en el diseño de las letras. El logo que se veía en pantalla como marca de agua era el nombre del canal sin la estrella.
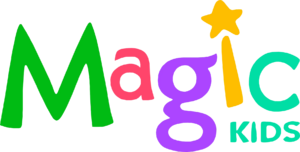
2000-2001: El siguiente logo fue una estrella azul que llevaba una letra "M" en color verde en el centro. A pesar del nuevo logo, se siguieron utilizando los IDs con el logo anterior.
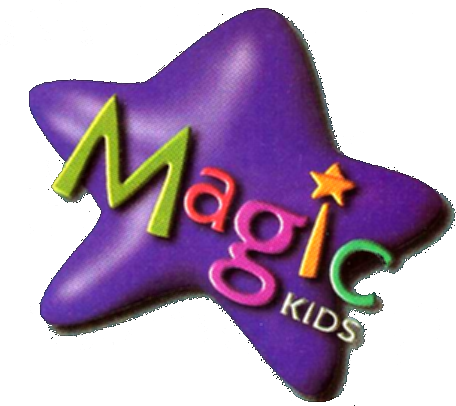
2001-2006: El último logo fue solamente la palabra "Magic" en colores amarillo y negro, sin el "Kids", en el que el punto de la "i" era la estrella del canal. La estrella era de color azul transparente y por dentro se veían burbujas en movimiento. El logo en pantalla durante la programación fueron dos, el primero fue la estrella descrita anteriormente pero de forma estática, luego la misma estrella pero en movimiento.  - 1995-1997
  - 1997-1999
  - 1999-2001

## Presencia en otros países
Antes de que Magic Kids fuese una señal panregional, el canal era una señal exclusiva en Argentina, pero en algunos países de América Latina (como Perú, Chile, Colombia y Ecuador, entre otros) la señal fue llevada vía satélite. En una entrevista a Jorge Contreras realizada por la revista Lazer, aclaró que los cableoperadores de Latinoamérica habían lanzado la señal de Magic Kids sin autorización, por lo cual él mismo debió contactar a dichas operadoras para que retirasen la señal, y así evitar problemas. Comentaba que podrían emitir a América Latina los programas que producía el canal, pero no las series adquiridas porque los derechos de transmisión eran solo para Argentina.

## Cronología de Magic Kids

### 1995
- En enero, el nuevo emprendimiento de Pramer y Cablevisión consistía en un doble proyecto: Magic Kids y Magic Club, pero este último quedó extinto al no tener televidentes y fue reemplazado por el regreso de The Big Channel.
- En mayo se estrena una tanda de los primeros trece episodios de la versión de Dragon Ball hecha por Carl Macek. Esta versión fue conocida como Zero y el Dragón Mágico.
- El 16 de junio se estrenó la serie japonesa Los Caballeros del Zodíaco.
- En noviembre se estrena la serie El autobús mágico de Nelvana.
- Durante 1995 y 1996, se emitía al mediodía y a la tarde un bloque Magic Kids en el canal América TV.

### 1996
- Se estrenan WMAC Masters, Cocomiel, La Puerta del Sótano y Mr. Go.
- El 1 de abril el canal estrena la transmisión en simultáneo con The Big Channel la serie de Sailor Moon (solo Magic Kids transmitió la serie por completo, estrenándose las etapas Sailor Moon R y Sailor Moon S en junio de 1997, Sailor Moon Super S en abril de 1998 y Sailor Moon Sailor Stars en julio de 1998).
- El 4 de noviembre de 1996, se estrena su primera producción propia, A jugar con Hugo.

### 1997
- El 13 de marzo se estrena Nivel X.
- En marzo se estrena La Hora de la Leche conducido por Gustavo Monje.
- En abril se estrena la versión de Dragon Ball doblada por Intertrack de México.

### 1998
- En mayo se estrena Dragon Ball Z.
- En junio se estrena Goleadores.
- En agosto se estrena Supercampeones J.
- En septiembre, mediante un acuerdo con la distribuidora TMS Entertainment, se estrena Las Guerreras Mágicas.
- En diciembre se estrena El Club del Anime.

### 1999
- En marzo se estrena Ranma ½.
- En abril se estrenan Zenki y Virtua Fighter.
- En mayo se estrena Pokémon (aunque solo se emitió la primera tanda de 52 episodios y en desorden).
- En agosto se estrena B't X.
- El 11 de octubre vuelve Los Caballeros del Zodiaco.

### 2000
- En los primeros meses llega Robotech.
- El 1 de junio se estrena el show interactivo Throut & Neck.[18]
- En junio se estrena dentro de El Club del Anime, Detective Conan.
- En septiembre se estrena Dragon Ball GT.
- En octubre debido a fallas en la emisión de Slayers debido a no haber llegado las cintas de los dos últimos episodios, se la reemplazó por Hello Kitty.
- En noviembre dentro de El Club del Anime reemplazan Hello Kitty por Candy Candy.

### 2001
- En febrero se estrena Slam Dunk.
- En abril dentro de El Club del Anime se estrena ¡Están Arrestados!.
- En mayo se estrena La Visión de Escaflowne.
- En septiembre, debido a problemas para la transmisión panregional, se tuvo que sacar del aire varias series por no poder ser negociadas fuera de Argentina. Es así como salen del aire El Chavo, Dragon Ball Z, Ranma ½, Slam Dunk, Detective Conan y varias más para ser reemplazadas por Cazafantasmas Mikami, Orphen, Dr. Slump, Yamazaki y Voltron. Se consigue transmitir de manera panregional ¡Están Arrestados! y Bt' X.
- En septiembre se estrena Zona Virtual.
- En octubre se estrena Kito Pizzas.[19]

### 2002
- En enero, Argentina devalúa su moneda y con ello, Magic se ve con problemas financieros, lo cual hace que el costo de los enlatados se triplicase y, con ello, la salida al aire de gran cantidad de animes. Aun así, lograron recuperar la primera serie de Dragon Ball, Slayers y Slam Dunk para ser emitidas panregionalmente.
- En marzo se estrena Koni-chan a nivel panregional.
- En abril, Magic altera algunos horarios de los programas en vivo para poder crear una señal exclusiva para Cablevisión y Multicanal en la zona de Capital Federal y Gran Buenos Aires, y para que pueda volver El Chavo a los mismos horarios que se emitía antes. El canal, en esta zona y en esas operadores de cable, transmitía la programación regular, pero superponía series en algunos horarios, no sólo El Chavo, sino también Escaflowne y Detective Conan, sin interferir en los horarios de los programas en vivo. En este mismo mes se da el regreso de Detective Conan pero solo hasta mayo, y Ranma ½, emitiendo los 161 capítulos para luego ser retirada del aire (agosto/septiembre de 2002).
- En septiembre se estrena Bucky en Busca del Mundo Cero y en octubre Irresponsable capitán Tylor, solo para Capital y Gran Buenos Aires (señal para Cablevisión y Multicanal).[20]

### 2003
- El 1 de junio se estrenó Irresponsable capitán Tylor a nivel panregional.[21]
- Estrenan Doraemon y Cazador X, dentro de la señal exclusiva para Cablevisión y Multicanal en la zona de Capital Federal y Gran Buenos Aires. Debido a la pérdida exponencial en el índice de audiencia, Cablevisión solo transmite el canal de 12:00 a 20:00, pero vuelve a transmitir todo el día desde 2004 hasta su cierre. También se dieron regresos como Escaflowne, Supercampeones J y Dragon Ball GT solo para dicha señal.

### 2004
- En octubre se estrenaron los animes Supercampeones (la primera serie), promocionada como Capitán Tsubasa, Historias de Fantasmas y el regreso de Dragon Ball para Capital y Gran Buenos Aires.
- También paulatinamente fueron estrenadas las series Marsupilami, Grafitos, Maggie y la bestia feroz, Beast Wars, Pelswick, Carland Cross, Barbaroja, Los osos Berenstain, ¿Le temes a la oscuridad? y el bloque CineMagic.[14]

### 2005
- En enero, tienen lugar los últimos estrenos del canal: Webdiver, Escuela de Detectives y Zentrix. También vuelve Dog City. Esto coincide con la última gran inversión que fue expandir la señal exclusiva de Multicanal y Cablevisión al resto de Argentina y también a Uruguay y Paraguay.
- El 31 de diciembre, se emiten por última vez los programas de producción propia. Al día siguiente, la programación es cambiada para incluir solo series animadas, ninguna de ellas estreno.

### 2006
- El 1 de enero de 2006, el canal sería removido de la oferta televisiva de DirecTV. Paulatinamente, las demás operadoras de televisión por suscripción harían lo mismo.
- El 24 de mayo de 2006, tras el fin de sus producciones propias (la última en salir del aire fue Los Supercampeones a fines de febrero) y con la grilla paralizada desde hace un año, Liberty Global (los dueños de Pramer) para favorecer a los canales de producción 100% propia que puedan ser exportados a toda la región, decide finalizar la transmisión de Magic y otros canales como P+E y Plus Satélital.[22] Sin embargo, al respecto del cierre, Mariela Carril (conductora de El Club del Anime) expresa en el número 42 de la Revista Lazer que a último minuto se les negó una propuesta de reestructuración del canal para incluir un público más adulto.[23][24][25]

## Programas de producción propia
Los programas propios del canal eran producidos en Argentina por la productora La Corte y Pramer. A jugar con Hugo fue el primer programa interactivo de América Latina, contando con un juego telefónico que, por medio de las teclas del teléfono, se podía manejar al personaje llamado Hugo en los distintos juegos. El canal realizó una producción parecida en 2001, llamada Kito Pizzas, pero esta vez, con un repartidor de pizzas llamado Kito. Otros programas incluían La Hora de la Leche, Nivel X, El Club del Anime, Zona Virtual y Los supercampeones. Estos programas al igual que el resto de las series, tenían un espacio temporal de 30 minutos.

### A jugar con Hugo
A jugar con Hugo fue emitido desde 1996 hasta 2005, conducido por Gaby y Laura, aunque esta última fue la conductora suplente, en realidad, reemplazo de la primera.
Se trataba de un juego telefónico en el cual, por medio de los dígitos del teléfono, se podía manejar al personaje llamado Hugo en los distintos juegos interactivos.

### Nivel X
Nivel X fue emitido desde 1997 hasta 2005. Estaba planeado que sea conducido por Frank Madero, compositor de la cortina musical característica del programa y Natalia Dim, pero finalmente Frank fue sustituido por Lionel Campoy debido a sus giras con su banda El Símbolo, teniendo el que grabar todos los copetes de Frank nuevamente, y Natalia grabar todo de nuevo reemplazando «Frank» por «Lio». Se emitieron 30 programas conducidos por Frank Madero.
En el programa se mostraban noticias, novedades, exposiciones, lanzamientos, entrevistas y trucos en materia de tecnología y videojuegos.
Por su parte, «El invitado del día» era una sección donde el joven que participaba de la misma mostraba cómo jugar a algún videojuego arcade elegido por él mismo.
Nivel X también tenía una sección en la que, llamando por teléfono o enviando un correo electrónico o una carta, se podía pedir un truco para algún videojuego de cualquier consola, y el «especialista» en esa plataforma respondía el pedido. Contaba también con campeonatos del videojuego arcade Daytona USA de Sega en un principio, y de Scud Race luego de la misma compañía. En el mismo, el campeón obtenía, como premio, una consola PlayStation, y el subcampeón y el tercer lugar, una Sega Genesis (Sega Mega Drive). Ya hacia el final del ciclo, los premios consistían en una Nintendo GameCube, que en aquel entonces era muy popular, para el campeón, el subcampeón obtenía una PlayStation, y el tercer lugar obtenía una Sega Genesis 3.
En 2018, Movistar presentó una campaña digital producida por AMC Latin America (empresa que absorbió a Pramer) inspirada en Nivel X, que se podía ver en el canal de YouTube de la marca. Fueron varios capítulos cortos con los mismos conductores que la versión original: Lionel Campoy y Natalia Dim. Se trataron diversos temas relacionados con tres temáticas centrales: videojuegos para móviles y PC, teléfonos inteligentes y aplicaciones informáticas.

### El Club del Anime
El Club del Anime fue emitido desde 1998 hasta 2005, conducido por Leandro Oberto en su inicio y por Mariela Carril en su segunda etapa.
El programa comenzó a emitirse en 1998. Aunque en un principio, era conducido por Leandro Oberto, tras hacer comentarios polémicos sobre la política del canal en el número 12 de su revista Lazer, de Editorial Ivrea, fue despedido y reemplazado por Mariela Carril.
Este programa comenzó, en un principio, como un bloque maratónico de emisión de series japonesas, siendo la primera de ellas Dragon Ball, con dos emisiones semanales durante los fines de semana y dos horas de duración. Se emitían cuatro episodios por programa. Años más tarde, se convertiría en un programa de información de media hora, que incluía mayor producción y realización.
Además, los televidentes podían enviar al programa, mediante correo, sus historietas, y estas eran mostradas al aire.

### Kito Pizzas
Kito Pizzas fue emitido desde septiembre de 2001 hasta 2005, conducido por Chucho (Ariel Rodríguez).
El videojuego consistía, básicamente, en lograr que el delivery-boy Kito lograra repartir los pedidos de pizzas superando los diferentes obstáculos que se le presentaban por el camino.
El videojuego comenzaba en la máquina surtidora de pizzas averiada, en donde Kito tenía que agarrar la mayor cantidad de pizzas posibles, con un máximo de 25 segundos para hacerlo, que salían por tres tubos de los que llegaban a salir hasta cuatro pizzas.

### Zona Virtual
Zona Virtual fue emitido desde 2001 hasta 2005, conducido por Chopper (exparticipante de "Expedición Robinson"), Juliana Restrepo y Lionel Pecoraro, a los cuales se sumaron, posteriormente, en su segunda etapa, Ramiro Rodríguez (exmiembro del elenco de la serie Cebollitas emitida por Telefe), Harley García y Diego Topa. En el programa, se mostraban noticias, curiosidades, pequeños vídeos cómicos, innovaciones, etc., relacionados con la tecnología. Este tenía un ambiente juvenil y aportaba una propuesta diferente, ya que era una especie de cibercafé, donde sus conductores se conectaban a Internet y, a medida que transcurría el tiempo, se comunicaban vía Messenger con los espectadores del programa, no sólo de Argentina, sino a nivel mundial. Así, entraban al foro del programa para discutir varios temas y enviarles mensajes a los conductores del programa para que fueran leídos al aire. También se recibían llamadas telefónicas para participar en juegos o retos. Zona Virtual se transmitía en vivo dos veces por día (de mañana y de tarde, a las 11 y a las 18).

### Los supercampeones
Un show donde se realizaba una competencia de fútbol 5 entre alumnos de escuelas primarias. Los supercampeones era conducido por Federico Halley, Diego Arvilly y Mariana Maffuchi. Uno de los participantes fue Emiliano Insúa, quien pasó después a jugar en las divisiones inferiores de Club Atlético Boca Juniors, debutando en la primera de dicho club, y haciendo luego carrera en Europa y la selección argentina.

### Throut & Neck
Programa al estilo de A jugar con Hugo y Kito Pizzas. Throut & Neck era conducido por Mariano Peluffo y, en su segunda etapa, por Chopper.

### La hora de la leche
La hora de la leche era un programa emitido durante las tardes, que acompañaba a los niños en la hora de la merienda con la conducción de Gustavo Monje.

### CineMagic
Bloque estrenado el 16 de octubre de 2004, que transmitía películas animadas.

## Programación

### Series animadas
Además de las producciones propias, el canal emitía dibujos animados, series de televisión principalmente de Estados Unidos, con algunas excepciones, y anime de Japón. Esta es una lista parcial de estos programas.
- ¿Dónde está Wally?
- Back to the Future
- Barba Roja
- Beast Wars
- Beetlejuice
- Beethoven
- Bump in the Night
- Casa de mutantes
- Casper
- Charlie Brown
- Cadillacs y dinosaurios
- Calabozos y dragones
- Conan, el aventurero
- Creepy Crawlers
- Daniel el travieso
- Dino Babies
- Dinoplativolos
- Dog City
- Doug
- El ataque de los tomates asesinos
- El autobús mágico
- El increíble Hulk
- El príncipe del Atlantis
- El show de la pantera rosa
- Extremo Dinos
- Fantasma 2040
- Gadget Boy
- Garfield y sus amigos
- G.I. Joe
- Highlander: La serie animada
- Inspector Gadget
- Iron Man
- La garrapata
- La Tropa Rex
- Las aventuras de Carland Cross
- Las Tortugas Ninja
- Las aventuras de Hijitus
- Las aventuras de Sherezade
- Los cuentos de la cripta
- Los 4 Fantásticos
- Los grafitos
- Los motorratones de Marte
- Los osos Berenstain
- Los osos Voladores
- Maggie y la bestia feroz
- Marsupilami
- Pelswick
- ReBoot
- Ren y Stimpy
- RoboCop
- Don Gato y su pandilla
- Aventuras en Pañales
- Spider-Man
- Street Fighter
- Street Sharks
- The Charlie Brown and Snoopy Show
- Thundercats
- Visionarios
- X-Men
- Zentrix

### Anime
- B't X
- Bucky: En busca del Mundo Cero
- Bumpety Boo
- Candy Candy
- Doraemon
- Dragon Ball
- Dragon Ball Z
- Dragon Ball GT
- Escuela de Detectives
- Cazafantasmas Mikami
- Cazador X
- Detective Conan
- Dr. Slump
- Emergency Departure Rescue kids
- ¡Están arrestados!
- Goleadores
- Hello Kitty
- Historias de fantasmas
- Irresponsable capitán Tylor
- Koni-chan
- La visión de Escaflowne
- Las aventuras de Orphen
- Las Guerreras Mágicas
- Los Caballeros del Zodiaco
- Mujercitas
- Pokémon
- Ranma ½
- Robotech
- Sailor Moon
- Samurai Warriors
- Slam Dunk
- Slayers
- Supercampeones
- Supercampeones J
- Virtua Fighter
- Voltron
- Webdiver
- Yamazaki
- Zenki

### Series
- Alf
- El Chavo
- El Chapulín Colorado
- El mundo de Beakman
- Los supergenios de la Mesa Cuadrada
- Masked Rider
- Power Rangers
- Topo Gigio
- VR Troopers
- ¿Le temes a la oscuridad?

### Miniseries intercaladas en la tanda publicitaria
En las tandas publicitarias o entre un programa y otro se transmitían miniseries de cortometrajes, se emitían aleatoriamente sin un orden específico:
- Bananas en pijamas
- Cocomiel
- Danny y Daddy
- Hoota & Snoz
- La puerta del sótano
- Los cuentos del capitán
- Mr. Go[31]
- Mr. Hipo
- Oscar and Friends
- Soupe-Opéra

## Influencias y homenajes
Aún años más tarde desde el cese de transmisión, al canal se lo recordó de diferentes formas y en especiales de TV.

### Marito Kids
El canal de YouTube Marito Kids realizó 30 episodios parodiando la estructura de Nivel X, tomando el nombre del programa, así como también los de los conductores originales, siendo Lionel Campoy y Natalia Dim interpretados por Juan Arnone y Juan Manuel Paradiso (quien participó en el programa original como el especialista en Sega Genesis), respectivamente. El proyecto se caracterizó por tener grandes contenidos de humor negro. Logró una gran aceptación entre el público argentino adolescente entre sus comienzos en 2009 hasta su final en 2014, además de dar origen a algunos youtubers de renombre a nivel latinoamericano como Natalia (Juan Manuel Paradiso) y Alfredito (Thaiel Calzada Guirao), así como la organización de eventos youtubers en Argentina.

### Tecno 23 (CN23)
Tecno 23 es un programa argentino sobre tecnología transmitido por el canal de cable Cultura y Noticias 23 (más conocido como CN23). Este programa realizó en 2012 una emisión especial donde tuvieron como invitados a los ex-conductores de Nivel X, Natalia Dim y Lionel Campoy.

### Malditos nerds (Radio Vorterix)
En 2014, Malditos nerds, un programa radial de Vorterix Rock, también tuvo un programa especial dedicado a los exconductores de Nivel X.

### Alfombra roja
El programa de entrevistas a personalidades llamado Alfombra roja realizó una entrevista a Lionel Campoy, donde, además de recordar toda su trayectoria profesional, se le dedicó unos momentos para recordar al programa Nivel X.

### Magic Kids por un día
- El 25 de mayo de 2016, el grupo de Facebook Clásicos en VHS decidió reunir en una jornada maratónica a través de streaming la programación del canal Magic Kids por un solo día a 10 años. Cabe señalar que esto no implica en ningún momento el regreso de la señal.[32][33]

“El 25 de mayo será un día importantísimo. Recaudamos más de 100 VHS del Magic, que equivale a semanas y semanas de material, lo cual este 25 de mayo desde 00 h. hasta las 24 h. Vamos a transmitir de manera ininterrumpida todo lo que tenemos del Magic en vivo a través de vaughnlive. tv/animastic_tv. No vamos a descansar Clásicos en VHS y Atención1234. Tenemos dos PC, dos videocaseteras y docenas y docenas de cintas para poner”.
Señalaron los organizadores en su perfil de Facebook.

- El 15 de agosto de 2016 los mismos chicos realizaron una segunda transmisión del canal. Se estrenaron nuevas versiones de A jugar con Hugo y Nivel X. En dicha transmisión hubo un seguimiento masivo desde primeras horas de la madrugada por Twitter con el hashtag #QueVuelvaMagicKids.
- El 31 de octubre de 2016 ellos emiten el primero de dos especiales sobre programas de Magic Kids llamado "Especiales mágicos". El mismo trata sobre un doblaje realizado por ellos mismos sobre el aniversario de la serie ¿Le temes a la oscuridad?, Cuentos de la cripta, como a su vez notas en eventos y retransmisión de capítulos de dichas series.
- El 4 de noviembre de 2016 se emite el segundo especial dedicado al programa A jugar con Hugo. Dicho especial se llama Hugo 2016 y trató de una entrevista a la conductora rememorando la época y la retransmisión de cuatro programas que fueron importantes en dicho ciclo. Ambos especiales se encuentran disponibles en YouTube.
- El 17 de diciembre de 2016 se hizo una transmisión especial que duró 12 horas.
- El 8 de diciembre de 2017 regresaron las transmisiones del proyecto. A pesar de que las anteriores fueron de 24 horas, en esta y en las posteriores se decidieron que serían 12 horas. Un mes después, llegó el sitio web con juegos y una radio retro.